# Orogastrura fusca
Orogastrura fusca är en urinsektsart som beskrevs av Gers 1981. Orogastrura fusca ingår i släktet Orogastrura och familjen Hypogastruridae. Inga underarter finns listade i Catalogue of Life.